# Fountains of Wayne (album)
Fountains of Wayne è il primo album discografico in studio del gruppo musicale statunitense Fountains of Wayne, pubblicato nel 1996.

## Tracce
1. Radiation Vibe – 3:40
2. Sink to the Bottom – 3:12
3. Joe Rey – 2:40
4. She's Got a Problem – 3:26
5. Survival Car – 2:02
6. Barbara H. – 3:22
7. Sick Day – 4:33
8. I've Got a Flair – 2:52
9. Leave the Biker – 2:42
10. You Curse at Girls – 2:05
11. Please Don't Rock Me Tonight – 2:50
12. Everything's Ruined – 2:44